# Stropník
Der Stropník, auch Strobnice (deutsch (die) Strobnitz) ist ein Berg des Osterzgebirges in der Aussiger Region auf dem Territorium der Tschechischen Republik.

## Lage und Umgebung
Der Stropník liegt im oberen Osterzgebirge nördlich der am Fuß des Erzgebirges liegenden Stadt Osek und des Dorfes Hrad Osek. Westlich, direkt am Erzgebirgskamm, befindet sich das kleine Dorf Dlouhá Louka.
Der wenig markante Berg erhebt sich unmittelbar am südlichen Steilabfall des Erzgebirges. – Der nur etwa zwei Kilometer Luftlinie entfernte Stadtrand von Osek liegt mehr als 500 Höhenmeter unterhalb des Gipfels.

## Geschichte
Am Gipfel finden noch heute Fundamentreste eines geplanten steinernen Aussichtsturmes, der um 1900 errichtet werden sollte.
Am 10. Juli 1910 wurde ein hölzerner, dreietagiger, 18 Meter hoher Turm eingeweiht, den der Teplitzer Gebirgsverein und dessen Zweigverein Ossek errichtete. Dieser stürzte am 13. Dezember 1929 während eines starken Sturmes ein. Eine teilweise Wiedererrichtung war angestrebt. Jedoch wurde dies aus unbekannten Gründen nicht realisiert und seither ist der Gipfel ohne Aussichtswarte.

## Aussicht
Vom Gipfel ist vor allem ein umfassender Ausblick nach Süden ins Böhmische Mittelgebirge möglich. Beeindruckend ist die Sicht auf die schroffe Milešovka (Milleschauer), den Bořeň (Borschen) und den nahen Doubravská hora (Teplitzer Schlossberg).

## Wege zum Gipfel
- Eine grün markierte Wanderroute führt von Háj u Duchcova (Haan) (Bahnhof an der Bahnstrecke Most–Moldava) über den Gipfel nach Dlouhá Louka.
- Ein weiterer Ausgangspunkt ist Osek mit dem bekannten Kloster. Von dort führt eine rote Markierung an der Burg Rýzmburk (Riesenburg) vorbei und kreuzt später die o. g. grüne Route.